# UEFA Euro 2012
För turneringen, se Europamästerskapet i fotboll 2012.
UEFA Euro 2012 är det officiella spelet för Europamästerskapet i fotboll 2012. Till skillnad från tidigare spel i UEFA Euro-serien är detta en nedladdningsbar expansion till fotbollsspelet FIFA 12.